# 앤티가 바부다 축구 국가대표팀
앤티가 바부다 축구 국가대표팀(영어: Antigua and Barbuda national football team)은 앤티가 바부다를 대표하는 축구 국가대표팀으로 앤티가 바부다 축구 협회에서 관리하고 있다. 1972년 11월 10일 트리니다드토바고와의 1973년 CONCACAF 선수권 대회 예선에서 1-11로 대패하며 혹독한 국제 경기 데뷔 신고식을 치렀고 또한 동시에 이 경기는 앤티가 바부다가 역대 국제 경기에서 최다 점수차로 패배한 경기로 기록되었으며 홈 구장으로는 비비언 리처즈 스타디움과 앤티가 레크리에이션 그라운드를 사용하고 있다.

## 국제 대회 경력

### FIFA 월드컵
현재까지도 월드컵 본선 진출 기록은 전무하며 그나마 2014년 FIFA 월드컵 북중미카리브 지역 2차 예선에서 5승 1패·F조 1위로 3차 예선에 오르며 앤티가 바부다 축구 역사상 월드컵 북중미카리브 지역 예선 최고 성적을 거두었다.

### CONCACAF 네이션스리그

#### 2019-20 리그 B
2019-20 CONCACAF 네이션스리그 예선 18위로 리그 B에 편입된 앤티가바부다는 가이아나, 자메이카, 아루바와 함께 C조에 배정되었다. 이후 첫 경기에서 자메이카에게 0-6으로 대패했고 아루바와의 2차전에서는 2-1로 승리를 거두었으며 가이아나와의 3차전에서도 2-1로 승리를 거두며 2연승을 달렸다. 물론 다시 만난 가이아나와의 4차전에서는 1-5로 대패를 당했고 자메이카와의 5차전에서도 0-2로 무릎을 꿇었으나 아루바와의 최종전에서 3-2로 승리를 거두면서 3승 3패·조 3위로 간신히 리그 C로의 강등을 면하며 첫 시즌을 마쳤다.

### 카리브컵·CFU 챔피언십
카리브컵에는 8번 출전하여 1998년 대회에서 4위를 차지했고 전신인 CFU 챔피언십에는 5번 출전하여 이 중 1988년 대회에서 준우승을 차지하였다.

## FIFA 월드컵 (본선)
| 년도   | 결과      | 순위      | 경기      | 승        | 무*       | 패        | 득점      | 실점      | 승점      |
| ------ | --------- | --------- | --------- | --------- | --------- | --------- | --------- | --------- | --------- |
| 1930년 | 비회원국  | 비회원국  | 비회원국  | 비회원국  | 비회원국  | 비회원국  | 비회원국  | 비회원국  | 비회원국  |
| 1934년 | 비회원국  | 비회원국  | 비회원국  | 비회원국  | 비회원국  | 비회원국  | 비회원국  | 비회원국  | 비회원국  |
| 1938년 | 비회원국  | 비회원국  | 비회원국  | 비회원국  | 비회원국  | 비회원국  | 비회원국  | 비회원국  | 비회원국  |
| 1950년 | 비회원국  | 비회원국  | 비회원국  | 비회원국  | 비회원국  | 비회원국  | 비회원국  | 비회원국  | 비회원국  |
| 1954년 | 비회원국  | 비회원국  | 비회원국  | 비회원국  | 비회원국  | 비회원국  | 비회원국  | 비회원국  | 비회원국  |
| 1958년 | 비회원국  | 비회원국  | 비회원국  | 비회원국  | 비회원국  | 비회원국  | 비회원국  | 비회원국  | 비회원국  |
| 1962년 | 비회원국  | 비회원국  | 비회원국  | 비회원국  | 비회원국  | 비회원국  | 비회원국  | 비회원국  | 비회원국  |
| 1966년 | 비회원국  | 비회원국  | 비회원국  | 비회원국  | 비회원국  | 비회원국  | 비회원국  | 비회원국  | 비회원국  |
| 1970년 | 비회원국  | 비회원국  | 비회원국  | 비회원국  | 비회원국  | 비회원국  | 비회원국  | 비회원국  | 비회원국  |
| 1974년 | 예선 탈락 | 예선 탈락 | 예선 탈락 | 예선 탈락 | 예선 탈락 | 예선 탈락 | 예선 탈락 | 예선 탈락 | 예선 탈락 |
| 1978년 | 불참      | 불참      | 불참      | 불참      | 불참      | 불참      | 불참      | 불참      | 불참      |
| 1982년 | 불참      | 불참      | 불참      | 불참      | 불참      | 불참      | 불참      | 불참      | 불참      |
| 1986년 | 예선 탈락 | 예선 탈락 | 예선 탈락 | 예선 탈락 | 예선 탈락 | 예선 탈락 | 예선 탈락 | 예선 탈락 | 예선 탈락 |
| 1990년 | 예선 탈락 | 예선 탈락 | 예선 탈락 | 예선 탈락 | 예선 탈락 | 예선 탈락 | 예선 탈락 | 예선 탈락 | 예선 탈락 |
| 1994년 | 예선 탈락 | 예선 탈락 | 예선 탈락 | 예선 탈락 | 예선 탈락 | 예선 탈락 | 예선 탈락 | 예선 탈락 | 예선 탈락 |
| 1998년 | 예선 탈락 | 예선 탈락 | 예선 탈락 | 예선 탈락 | 예선 탈락 | 예선 탈락 | 예선 탈락 | 예선 탈락 | 예선 탈락 |
| 2002년 | 예선 탈락 | 예선 탈락 | 예선 탈락 | 예선 탈락 | 예선 탈락 | 예선 탈락 | 예선 탈락 | 예선 탈락 | 예선 탈락 |
| 2006년 | 예선 탈락 | 예선 탈락 | 예선 탈락 | 예선 탈락 | 예선 탈락 | 예선 탈락 | 예선 탈락 | 예선 탈락 | 예선 탈락 |
| 2010년 | 예선 탈락 | 예선 탈락 | 예선 탈락 | 예선 탈락 | 예선 탈락 | 예선 탈락 | 예선 탈락 | 예선 탈락 | 예선 탈락 |
| 2014년 | 예선 탈락 | 예선 탈락 | 예선 탈락 | 예선 탈락 | 예선 탈락 | 예선 탈락 | 예선 탈락 | 예선 탈락 | 예선 탈락 |
| 2018년 | 예선 탈락 | 예선 탈락 | 예선 탈락 | 예선 탈락 | 예선 탈락 | 예선 탈락 | 예선 탈락 | 예선 탈락 | 예선 탈락 |
| 합계   |           |           |           |           |           |           |           |           |           |

## FIFA 월드컵 (예선)
| 년도   | 경기                                        | 승                                          | 무*                                         | 패                                          | 득점                                        | 실점                                        | 승점                                        |
| ------ | ------------------------------------------- | ------------------------------------------- | ------------------------------------------- | ------------------------------------------- | ------------------------------------------- | ------------------------------------------- | ------------------------------------------- |
| 1930년 | 비회원국                                    | 비회원국                                    | 비회원국                                    | 비회원국                                    | 비회원국                                    | 비회원국                                    | 비회원국                                    |
| 1934년 | 비회원국                                    | 비회원국                                    | 비회원국                                    | 비회원국                                    | 비회원국                                    | 비회원국                                    | 비회원국                                    |
| 1938년 | 비회원국                                    | 비회원국                                    | 비회원국                                    | 비회원국                                    | 비회원국                                    | 비회원국                                    | 비회원국                                    |
| 1950년 | 비회원국                                    | 비회원국                                    | 비회원국                                    | 비회원국                                    | 비회원국                                    | 비회원국                                    | 비회원국                                    |
| 1954년 | 비회원국                                    | 비회원국                                    | 비회원국                                    | 비회원국                                    | 비회원국                                    | 비회원국                                    | 비회원국                                    |
| 1958년 | 비회원국                                    | 비회원국                                    | 비회원국                                    | 비회원국                                    | 비회원국                                    | 비회원국                                    | 비회원국                                    |
| 1962년 | 비회원국                                    | 비회원국                                    | 비회원국                                    | 비회원국                                    | 비회원국                                    | 비회원국                                    | 비회원국                                    |
| 1966년 | 비회원국                                    | 비회원국                                    | 비회원국                                    | 비회원국                                    | 비회원국                                    | 비회원국                                    | 비회원국                                    |
| 1970년 |                                             |                                             |                                             |                                             |                                             |                                             |                                             |
| 1974년 | 4                                           | 0                                           | 0                                           | 4                                           | 3                                           | 22                                          | 0                                           |
| 1978년 | 불참                                        | 불참                                        | 불참                                        | 불참                                        | 불참                                        | 불참                                        | 불참                                        |
| 1982년 | 불참                                        | 불참                                        | 불참                                        | 불참                                        | 불참                                        | 불참                                        | 불참                                        |
| 1986년 | 2                                           | 1                                           | 0                                           | 1                                           | 2                                           | 5                                           | 3                                           |
| 1990년 | 2                                           | 0                                           | 0                                           | 2                                           | 1                                           | 4                                           | 0                                           |
| 1994년 | 4                                           | 1                                           | 1                                           | 2                                           | 5                                           | 6                                           | 4                                           |
| 1998년 | 2                                           | 0                                           | 1                                           | 1                                           | 4                                           | 6                                           | 1                                           |
| 2002년 | 6                                           | 1                                           | 2                                           | 3                                           | 4                                           | 15                                          | 5                                           |
| 2006년 | 2                                           | 1                                           | 0                                           | 1                                           | 2                                           | 3                                           | 3                                           |
| 2010년 | 4                                           | 2                                           | 0                                           | 2                                           | 7                                           | 8                                           | 6                                           |
| 2014년 | 12                                          | 5                                           | 1                                           | 6                                           | 32                                          | 18                                          | 16                                          |
| 2018년 | 4                                           | 2                                           | 0                                           | 2                                           | 6                                           | 6                                           | 6                                           |
| 합계   | 42                                          | 13                                          | 5                                           | 24                                          | 66                                          | 93                                          | 44                                          |
| 순위   | 월드컵 예선 승점 순위 : 128위 (북중미 17위) | 월드컵 예선 승점 순위 : 128위 (북중미 17위) | 월드컵 예선 승점 순위 : 128위 (북중미 17위) | 월드컵 예선 승점 순위 : 128위 (북중미 17위) | 월드컵 예선 승점 순위 : 128위 (북중미 17위) | 월드컵 예선 승점 순위 : 128위 (북중미 17위) | 월드컵 예선 승점 순위 : 128위 (북중미 17위) |

## CONCACAF 골드컵
- 1963년 ~ 1991년 - 불참
- 1993년 ~ 2021년 - 예선 탈락

## 주요 선수
- 몰빈 제임스
- 머빈 헤이즐우드
- 퀸턴 그리피스
- 제이본 스티븐스
- 캐런저 맥
- 조슈어 파커
- 피터 바이어스
- 브렌턴 머햄매드